# Widerstandsnest 81 (Normandië)

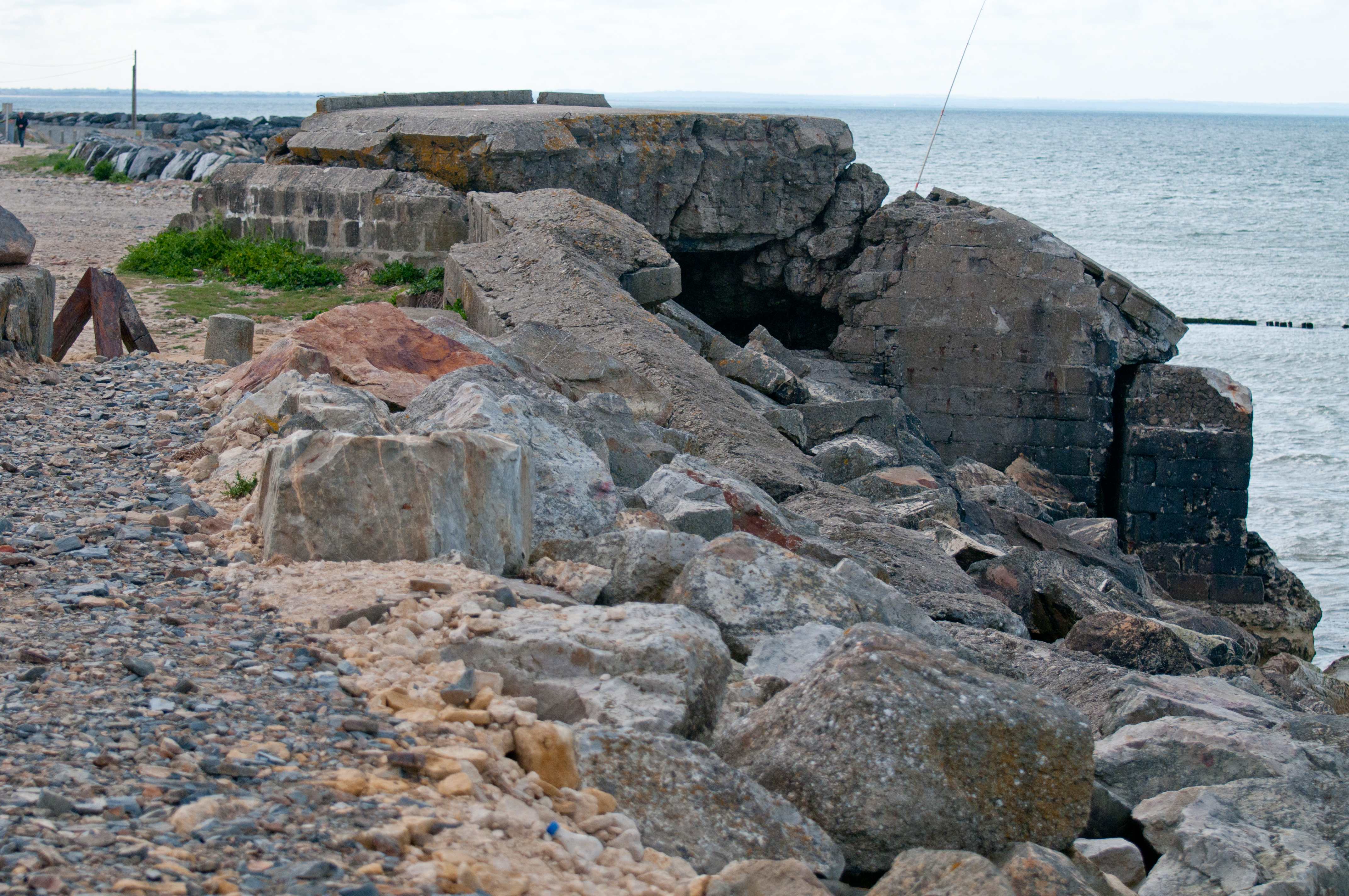
WN 81

Widerstandsnest 81 (WN 81) is een voormalig Duitse verdedigingsstelling aan de Atlantische kust nabij Grandcamp-Maisy, Normandië.
Widerstandsnest 81 was bewapend met een 50 mm KwK kanon, dat werd beschermd door een H667 kazemat. Het kanon kon vrij ronddraaien in de bunker. Daarnaast beschikte de stelling ook over vier tobrukken, waarvan een met tankkoepel. WN 81 lag ten westen van Pointe du Hoc. Daardoor kreeg het niet te maken met directe aanvallen. Desondanks werd de stelling voorafgaand aan de landingen wel onder vuur genomen.